# Přírodní park Třebíčsko
Přírodní park Třebíčsko (dříve Oblast klidu Třebíčsko) je chráněnou oblastí (přírodní park) dle Zákona o ochraně přírody a krajiny s výskytem významných rostlin severně od města Třebíče a to na 9 800 hektarech v oblasti Křižanovské vrchoviny a Jevišovické pahorkatiny. Nadmořská výška se pohybuje od 350 do 620 metrů nad mořem a park leží primárně na podloží z hornin Třebíčského masivu. Park byl vyhlášen roku 1982. Ke schválení vyhlášky došlo 23. prosince 1982. Park byl chráněn a dřevinná zeleň registrována jako nezbytná.

## Přírodní poměry

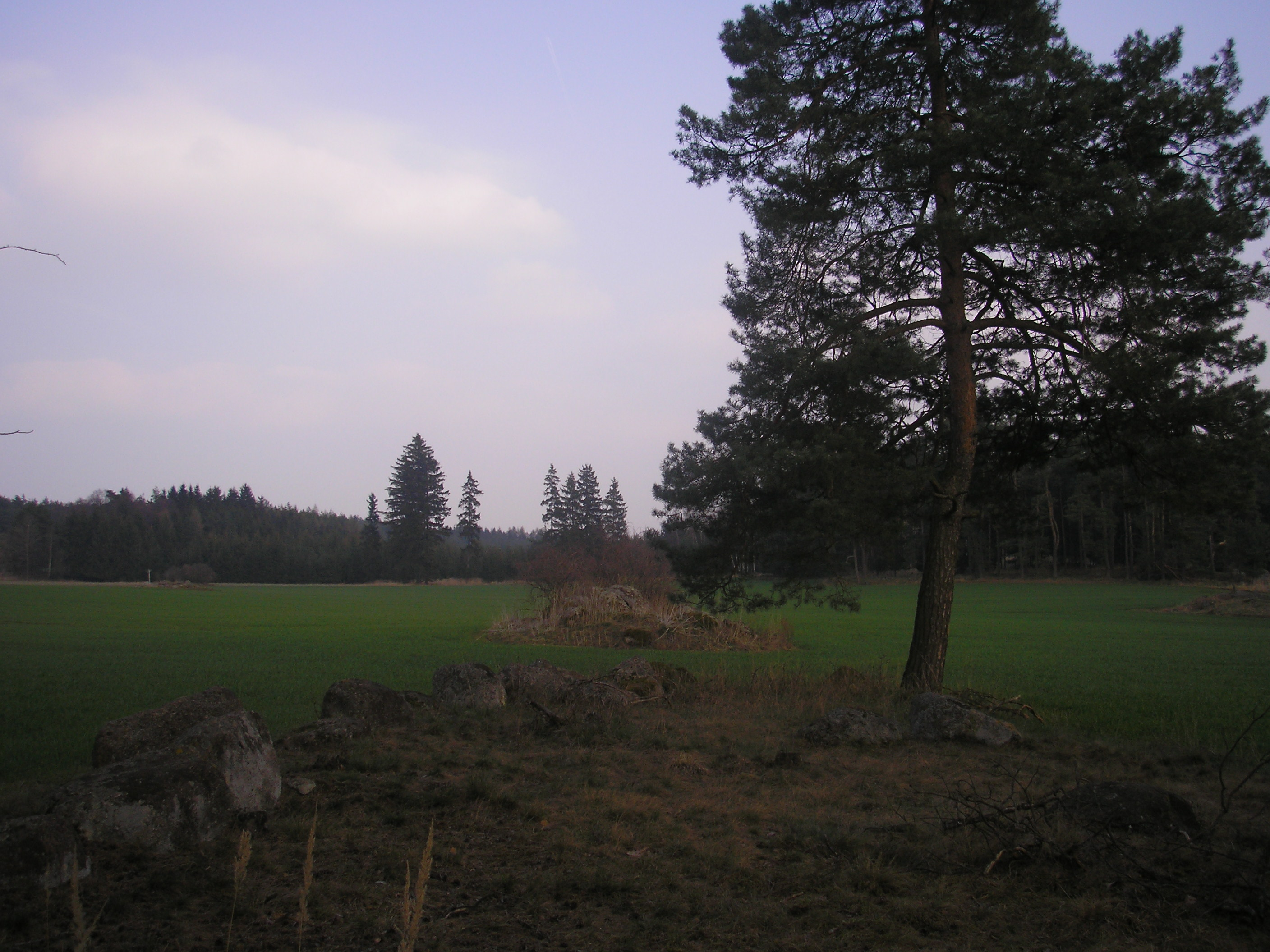
Typická krajina parku

### Geologie
Nadmořská výška se pohybuje od 350 do 620 metrů nad mořem a park leží primárně na podloží z hornin Třebíčského masivu, geologické podloží je tvořeno hlubinnými vyvřelinami třebíčského žulosyenitového plutonu. Tento masiv v prvohorách v malých hloubkách ztuhl a postupem času byl tektonickými pohyby rozlámán. Část masivu severně od Třebíče byla později vytlačena na povrch, plášť pokrývající žulosyenity byl rozrušen a žulosyenitové balvany byly obnaženy v podobě velkých kulových balvanů. Ostrůvky těchto balvanů jsou charakteristickým prvkem přírodního parku. U Bochovic a Hostákova se vyskytují křemenné žíly.

### Flora a fauna
Původně byla plocha parku zalesněna acidofilními bučinami a v nižších polohách acidofilní doubravy. Postupně však došlo k odlesnění a lesy byly nahrazeny loukami, poli a pastvinami. V současnosti však jsou v parku přítomny jen menší smíšené lesíky s borovými, dubovými či smrkovými stromy. Na terasách mezi poli se nachází remízky s břízami a dalšími stromy.
Kolem rybníků a vodních toků se nachází mokré louky s porostem violky bahenní, blatouchu bahenního a kohoutku lučního, po odlesnění zůstaly na některých místech parku fragmenty kostřavových pastvin s porostem koniklece velkokvětého.
Součástí krajiny jsou drobné rybníky, kdy na zarostlých malých rybníčcích hnízdí lyska černá či polák velký.

### Vodstvo
V přírodním parku se nachází také několik zajímavých rybníků. Mezi nejzajímavější patří rybníky Velký a Malý Bor, rybník Buršík u Přeckova a potok Březinka. Významné jsou výskytem bobra evropského. Důkazem jsou ohlodané stromy a malé hráze postavené bobrem na potoce Březinka.

## Maloplošně chráněná území uvnitř parku

### PP Kobylinec

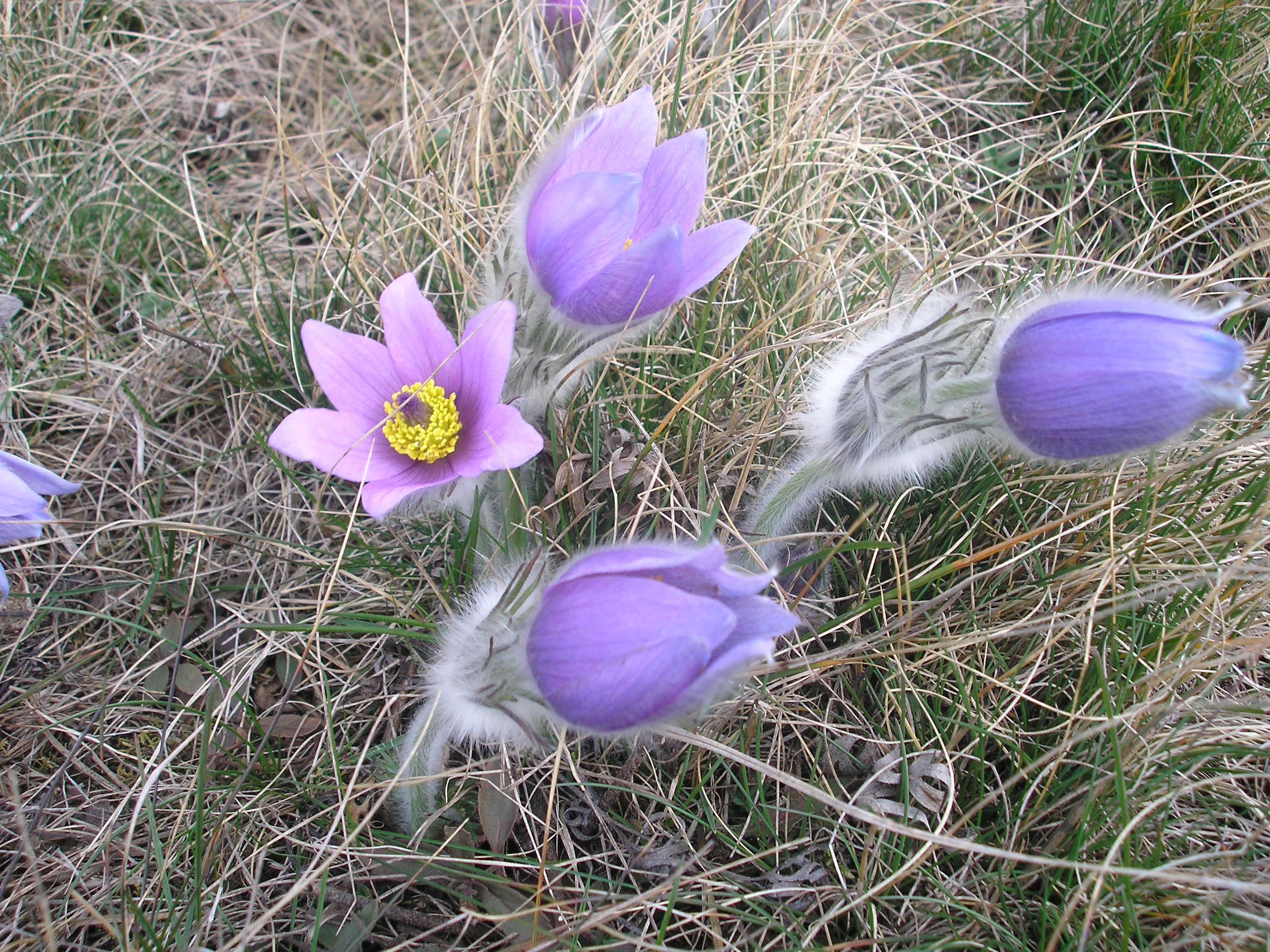
Koniklec velkokvětý (Pulsatilla grandis) na Kobylinci

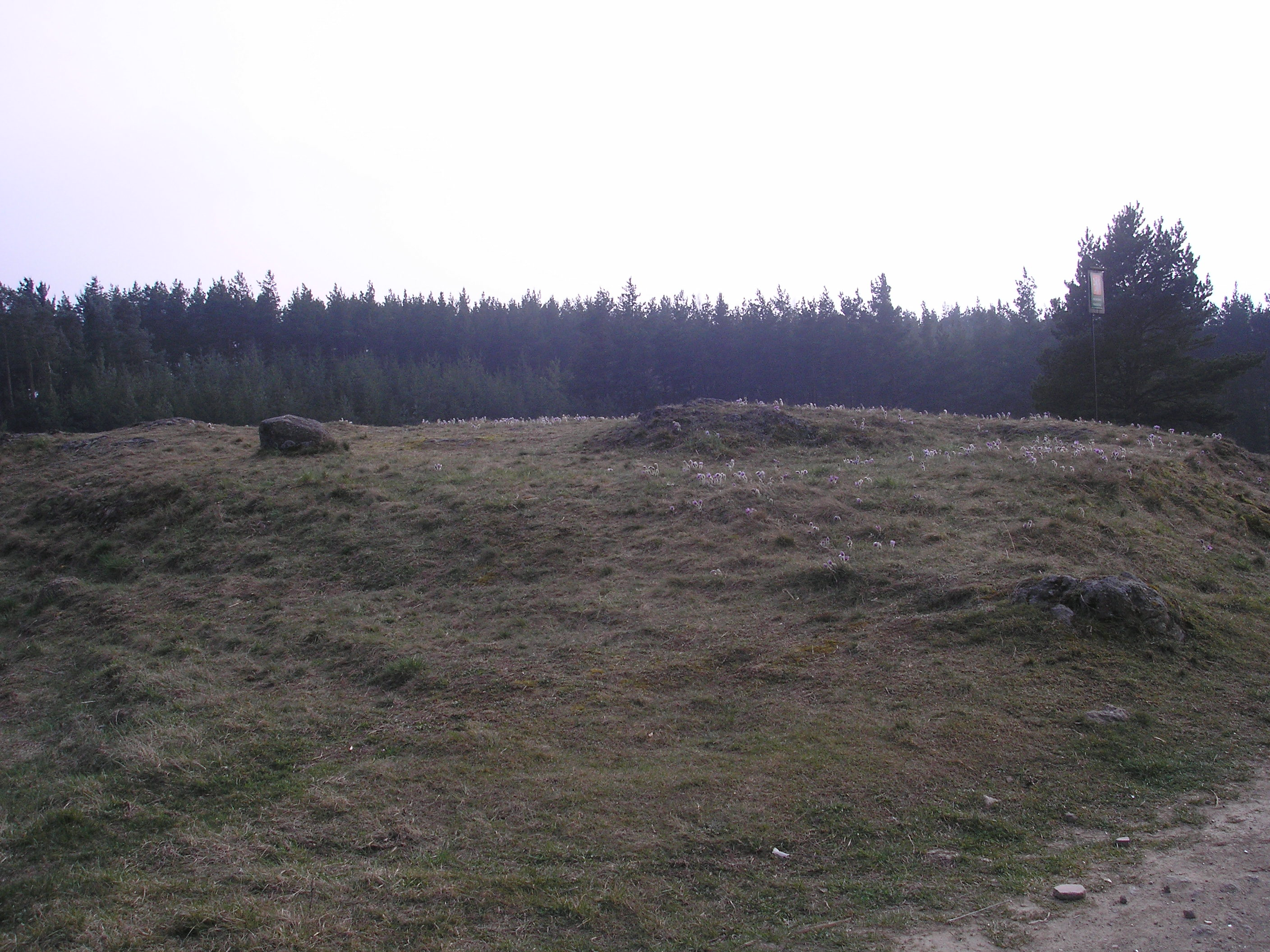
Kobylinec porostlý konikleci

Kobylinec je přírodní památka ležící asi půl kilometru východně od obce Trnavy. Jedná se o území kostřavové pastviny (náhradní porosty po původních lesích udržované spásáním a kosením). Rozloha památky je 0,44 ha. Kobylinec je zajímavý především výskytem koniklece velkokvětého, který je poměrně vzácný. Památkou byl Kobylinec vyhlášen v roce 1982.

### PP Ptáčovský kopeček
Koniklec velkokvětý (Pulsatilla grandis) roste i na Ptáčovském kopečku. Ten je taktéž přírodní památkou ležící v těsné blízkosti místní části Třebíče Ptáčova. Obě přírodní památky bývají v době, kdy koniklece kvetou, hojně navštěvovanými místy.

### PP Syenitové skály u Pocoucova

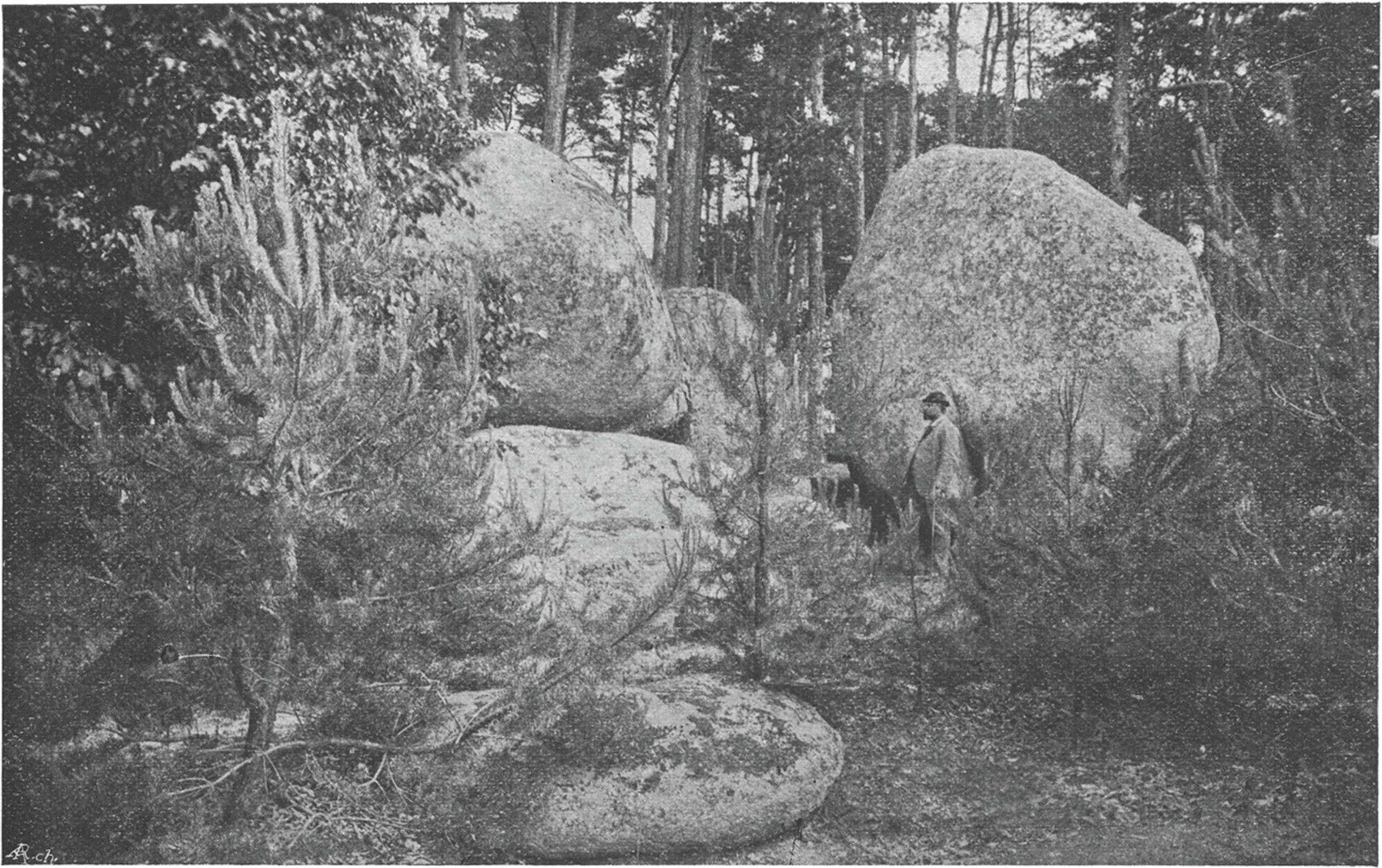
Syenitové skály nedaleko Pocoucova

Syenitové skály u Pocoucova jsou jednou ze známých lokalit v přírodním parku. Rozloha rezervace je 0,7 ha. Zajímavé jsou výskytem žulosyenitových balvanů. Některé z nich zaujmou svou polohou, protože se vyskytují například metr vysoko na úzkém podstavci. Tento zajímavý úkaz vnikl tak, že kolem žulosyenitového balvanu byla méně odolná rula, kterou postupně odklidily vnější činitelé (voda, písek, vítr).

### PP Pazderna
Přírodní památka Pazderna byla zřízena z důvodu zachování přirozené mokré louky s výskytem vstavače májového (Dactylorhiza majalis).

### Památný strom Velký javor
Velký javor je památný strom nacházející se jižně od obce Věstoňovice, roste tedy již za hranicí parku. Se svým stářím asi 600 let patří mezi nejstarší stromy v České republice. Obvod jeho kmenu činí 750 cm.